# 青梅インターチェンジ

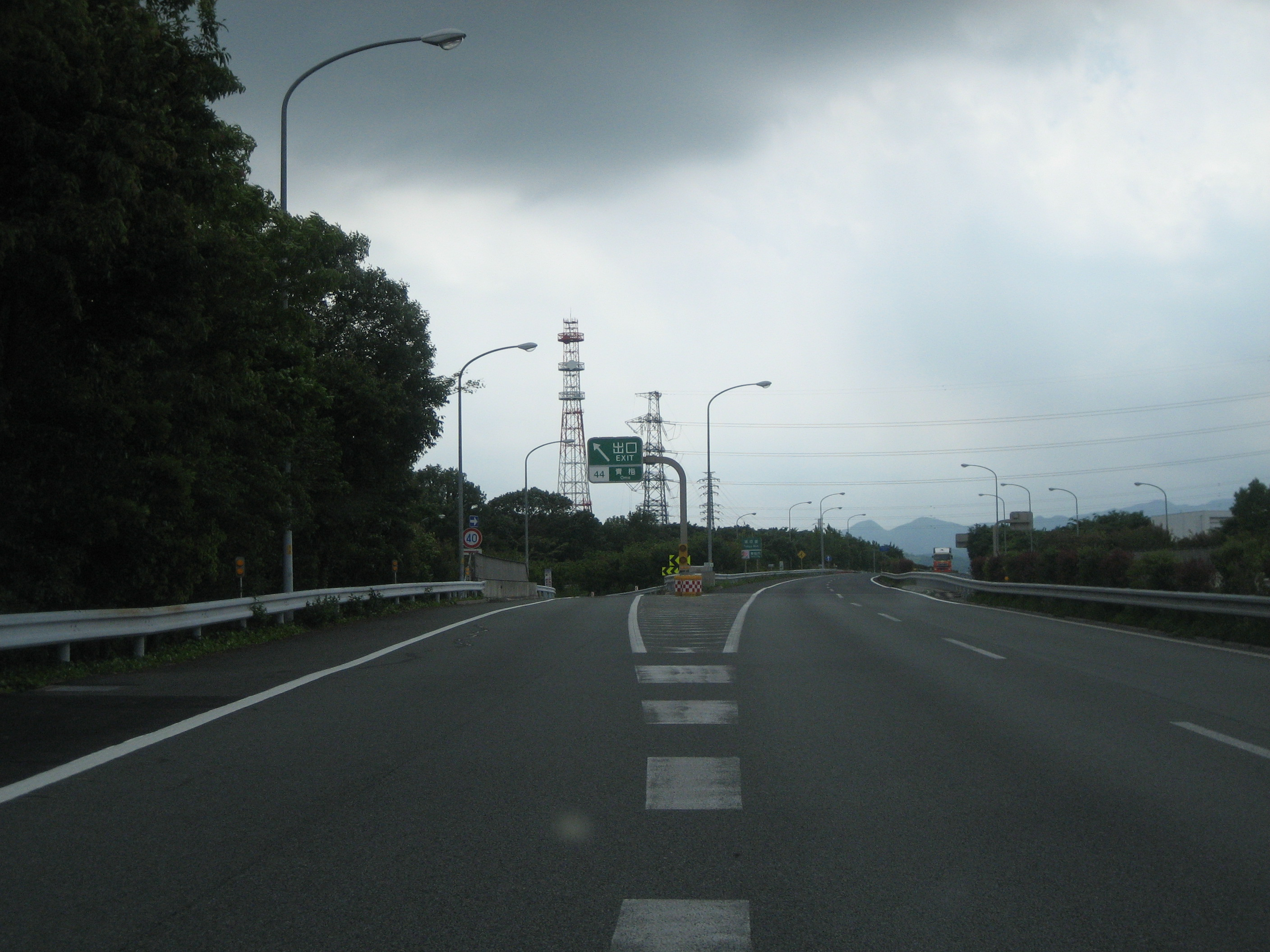
八王子方面側出口付近

青梅インターチェンジ（おうめインターチェンジ）は、東京都青梅市今井にある、首都圏中央連絡自動車道（圏央道）のインターチェンジ。青梅市の北端に位置し、ランプウェイの一部は埼玉県入間市にかかる。

## 歴史
- 1996年（平成8年）3月26日：青梅IC - 鶴ヶ島JCT間開通[1]に伴い、供用開始[2]。
- 2002年（平成14年）3月29日：日の出IC - 青梅IC間開通[3]。

## 周辺
- フォレオ青梅
- 三ッ原工業団地
- 西東京工業団地
- 東京都畜産試験場
- 岩蔵温泉
- 小作駅（JR東日本・青梅線）

## 接続する道路
- 直接接続
  - C4首都圏中央連絡自動車道(44番)
  - 東京都道44号瑞穂富岡線
  - 物見塚通り

## 将来の計画
- 構想中の地域高規格道路である多摩新宿線において、当インター付近にジャンクションを設置する計画がある[4][5]。(2023年5月現在JCTの設置計画は実行されていない)

## 隣
C4 首都圏中央連絡自動車道
(43)日の出IC - (44)青梅IC - (45)入間IC